# Papillidiopsis aquatica
Papillidiopsis aquatica là một loài Rêu trong họ Sematophyllaceae. Loài này được (Dixon) B. C. Ho & B.C. Tan mô tả khoa học đầu tiên năm 2002.